# Caligavis
Caligavis är ett fågelsläkte i familjen honungsfåglar inom ordningen tättingar: Släktet omfattar tre arter som förekommer på Nya Guinea och i östra Australien:
- Gulkindad honungsfågel (G. chrysops)
- Svartstrupig honungsfågel (G. subfrenata)
- Lövhonungsfågel (G. obscura)

Släktet inkluderades tidigare i Lichenostomus.